# John Yarmuth
John Yarmuth (ur. 4 listopada 1947) – amerykański polityk, członek Partii Demokratycznej. Od 2007 roku jest przedstawicielem trzeciego okręgu wyborczego w stanie Kentucky w Izbie Reprezentantów Stanów Zjednoczonych.